# Richard Olivier de Longueil
Richard Olivier de Longueil   (Normandia, 18 de desembre de 1406 - Sutri, 1470) fou un cardenal francès.

## Biografia
Va néixer al castell de Jonques, a la diòcesi de Lisieux, en una família noble normanda, fill de Guillem III de Longueil i de Caterina de Bourguenole.
Consagrat bisbe el 28 de setembre de 1453, fou nomenat bisbe de Coutances el 3 d'octubre de 1453 i va ocupar el seient fins a la seva mort. Juntament amb l'arquebisbe de Roan i el bisbe de París, va ser membre de la comissió pontifícia nomenada pel papa Calixt III, l'11 de juny de 1455, per a la revisió del judici a Joana d'Arc.
Va ser nomenat cardenal prevere pel papa Calixt III en el consistori del 17 de desembre de 1456. El 16 de març de 1462 va rebre el títol cardenalici de Sant'Eusebio. El 17 d'agost de 1470, dos dies abans de la seva mort, optà pel títol de cardenal bisbe de Porto i Santa Rufina.
Va participar en el conclave de 1464, que va escollir el papa Pau II.
Va morir a Sutri el 19 d'agost de 1470 i va ser enterrat a la basílica de Sant Pere del Vaticà. Avui les seves restes es troben a les grutes vaticanes.